# قلب من بنقلان
رواية بقلم الدكتور سيف الإسلام بن سعود بن عبد العزيز آل سعود. تتحدث الرواية عن والدة الأمير كاتب الرواية التي تعود في الاصل لمنطقة بلوشستان، وكيفية وصولها للرق ثم أصبحت فيما بعد من ضمن حريم الملك السعودي سعود بن عبد العزيز. كذلك تتحدث الرواية عن اسرار وخفيا الحريم في قصر الملك، ومعاناة والدته وذكرياتها عن أرض اجدادها البلوش.
رواية «قلب من بنقلان» تم سحبها من الاسواق بامر من كاتبها، ولكنها ما زالت متوفرة عند من سبق لهم شرائها في بداية نشرها. تتحدث بعض المصادر ان سبب سحبها من الاسواق يعود لخلاف وقع بين الكاتب وبعض من إخوته أبناء الملك سعود حول نشر الرواية بعض من اسرارهم العائلية الخاصة.